# 古德法姆鎮區 (伊利諾伊州格蘭迪縣)
古德法姆鎮區（英語：Goodfarm Township）是位於美國伊利諾伊州格蘭迪縣的一個行政鎮區。

## 地方資料
根據2010年美國人口普查的數據，古德法姆鎮區的面積為92.60平方千米，當中陸地面積為92.30平方千米，而水域面積為0.30平方千米。當地共有人口368人，而人口密度為每平方千米3.97人。